# Stadhuis van Velsen
Het gemeentehuis van Velsen is het gemeentehuis van de gemeente Velsen en staat in IJmuiden. Het gebouw is ontworpen door Willem Marinus Dudok (1884-1974) in 1965.

## Situering
Het gemeentehuis van Velsen is het laatste grootse ontwerp in het lange leven van W.M.Dudok.
Het is het sluitstuk van het stedenbouwkundige wederopbouwplan dat hij samen met Maaskant en Van Tijen maakte voor het tijdens de oorlog zwaar verwoeste IJmuiden.
Dudok situeert het raadhuis aan Plein 1945 (IJmuiden-Noord), dat het 'gezelligheidsplein' moest worden. Een schouwburg en een hotel aan Plein 1945 zijn nooit gerealiseerd. Het Marktplein, verderop, moest het 'economische plein' worden.
Dudok maakt het eerste ontwerp voor het gemeentehuis in 1948. Uiteindelijk werd in 1962 met de bouw begonnen. Tussentijds heeft hij slechts kleine veranderingen aangebracht in het ontwerp.
De bouw duurt drie jaar en is in 1965 gereed. Dudok werd in dat jaar 81 jaar oud. Het raadhuis wordt op 24 augustus geopend in aanwezigheid van prinses Margriet.

## Het ontwerp
Het raadhuis van Velsen moet een moderne, zakelijke uitstraling krijgen. Het kent nauwelijks versieringen. Tegelijkertijd moet het ook representatief zijn. Om het gebouw boven zijn omgeving uit te laten springen maakt Dudok gebruik van de plaatsing van de bouwvolumen, van een toren en van materialen met een bijzondere kleur.
Het raadhuis is een rechthoekig blok rondom een binnenplaats. Helemaal rechthoekig is het gebouw niet, de gevel aan de pleinkant staat iets scheef om aan te sluiten bij de De Noostraat. Vanaf het bordes voor het raadhuis kijk je recht deze straat in. Ook heeft het gebouw een uitbouw: boven het plein op gouden pilaren staat de raadzaal. Die plek is symbolisch: ‘De raadzaal, zetel van het stadsbestuur, treedt op de eerste verdieping aan de pleinzijde geheel naar voren, de hoofd-entree ligt, beschermd, onder die op steunpunten vooruitgebouwde zaal. Het gebouw maakt als het ware een duidelijk uitgesproken gebaar: als een vuist treedt de zaal op het plein naar voren: een symbool van de greep van het gezag.’ 
Wat nog meer uitsteekt dan de raadzaal is de toren. Deze is bijna 50 meter hoog en staat precies in de as van de De Noostraat.
De representatieve uitstraling van het raadhuis wordt vergroot door de zorgvuldige materiaalkeuze, die voor een groot deel is gebaseerd op de kleur van de materialen. Het gebouw is opgetrokken uit lichtbruine, geglazuurde steen van het zogenaamde Hilversumse formaat. De voorgevel aan het plein is nog lichter: veel glas en wit marmer. Vanaf het plein lijkt het alsof deze vleugel op een heuvel staat. De onderplint is gepolijst Spaans graniet. Het marmer komt uit Macedonië.
Voor het raadhuis langs, onder het bordes, loopt een rijweg om speciale bezoekers en de bruidsstoet tot aan de deur te brengen. Voor de entree staan de twee goudkleurige pilaren waarop de raadzaal steunt. Bezoekers moeten een trap op. De deuren en de wand waarin ze staan zijn van glas. De entree achter de deuren kent een laag plafond waar sleuven in het plafond indirect licht verspreiden. De receptie, de lift en de dichtstbijzijnde trap zijn aan de rechterkant. De zichtlijn is richting burgerzaal.

## Route
Wie vanuit de lage entree de hoge burgerzaal binnenloopt, moet een aantal traptreden omhoog. Dit maakt de binnenkomst nog indrukwekkender. De zaal is licht. De ramenpartij aan de linkerkant is meer dan 10 meter hoog. De kleuren van het interieur zijn wit en blauw. Op de vloer ligt Grieks marmer, nu met meer ‘tekening’ dan het marmer aan het exterieur. Het plafond is ook wit.
De lampen in de burgerzaal, de raadszaal, de kamer van de burgemeester en in de trouwzalen zijn in nauw overleg met Dudok ontworpen. 
Het meeste licht in de burgerzaal is overigens indirect licht dat op ingenieuze wijze de ramen en de wanden belicht. 
De wand achter de beeldbepalende staatsietrap is bekleed met donkere houtpanelen met een goudkleurige voeg. Achter enkele panelen onder de trap is een kast ‘verstopt’.
Op de eerste verdieping, linksboven aan de galerij aan de burgerzaal en bevinden zich twee trouwkamers met zicht op de binnentuin. Het plafond van de trouwkamers heeft aan de binnenkant een houten zadeldak. Dit zadeldak is een esthetische toevoeging. Onder het schuine dak aan de buitenkant en dit zadeldak is een grote ruimte voor technische installaties.
In de raadzaal is het college met de rug tegen de lange muur aan de westkant. De raadsleden zitten in een breed uitgerekte kring om het college heen. De publieke tribune is op een balkon aan de wand tegenover het college. Dudok heeft ook in het geval van de raadzaal veel aandacht voor de akoestiek. 
De grote ramenpartij die uitzicht geeft op Plein 1945 lijkt geen rol te spelen bij de opstelling van de raad. Het krijgt naast vitrage ook het een gordijn van 6,5 bij 12,5 meter.
Op gelijke hoogte met de raadzaal, op de eerste verdieping, bevinden zich in de representatieve vleugel langs Plein 1945 de kamers van de wethouders en de burgemeester. De gang (de ‘couloir’) tussen de kantoren aan de voorzijde en de binnentuin is breder en zorgvuldiger vormgegeven dan de andere gangen. Een kleine trap is nodig om het hoogteverschil tussen de verschillende vleugels te overbruggen. In deze gang staan losstaande kolommen, met kleine, vierkante, paarlemoeren mozaïeksteentjes bekleed. Aan de muur is een teakgefineerde lambrisering aangebracht. Dezelfde lambrisering is te vinden in de wethouderskamers. In deze kamers zijn vaste kasten met daarin ruimte om jassen op te hangen en een hoedenplank. De burgemeesterskamer krijgt de meeste aandacht. Vanuit de ruime kamer is er zicht op Plein 1945 en op de De Noostraat. In de burgemeesterskamer is ook een ‘verborgen’ deur. Deze deur is op dezelfde manier bedekt als de omringende panelenwand. In de vergaderkamer van B. en W. staat een kastenwand met twaalf openslaande deuren, uitgevoerd in palissander. De leeskamer van de raadsleden krijgt als extra’s een andere kastenwand en een palissander tijdschriftenschap op metalen steunen.
Dudok is een van de velen die bij de opening van gebouw een toespraak houdt. Hierin legt hij uit welke route hij de raadsleden het liefst naar de raadszaal ziet nemen:
‘Natuurlijk kunt gij, raadleden, uw zetel langs de kortste weg bereiken, ook per lift, maar ik hoop, dat gij dit niet zult doen. Al ben ik geen politicus, ik weet zeer wel dat er ook in het bestuur der gemeente somtijds spanningen zijn te verwerken. Neemt vooral dan de langere weg via deze burgerzaal. U kúnt deze zaal niet driftig door-draven; u moet deze zaal door schríjden. U kunt deze statige trap niet op-hollen, u moet deze trap in alle rust bestijgen. En dan begeeft u zich verder langs de trouwzalen, daar moet dan altijd een schemerlicht branden, en dan moge u in uw onderbewustzijn terugdenken aan een gelukkige dag in uw éigen leven. En zó bereikt u dan uw zetel in de raadzaal in de juiste stemming om uw bijdrage te verlenen tot humane en verstandige besluiten.’

## Uitbreiding
Het stadhuis is in 1993 uitgebreid met een nieuwe vleugel ontworpen door Greiner Van Goor Architecten uit Amsterdam. De publieksingang is verplaatst naar het Dudokplein. De nieuwbouw en het oude stadhuis worden verbonden door een glazen loopbrug.